# Reg Edwards (cầu thủ bóng đá, sinh năm 1912)
Reginald T. Edwards (sinh năm 1912, ngày mất không rõ) là một cầu thủ bóng đá người Anh thi đấu ở vị trí tiền đạo trung tâm. Ông khởi đầu sự nghiệp với Brierley Hill Alliance và gia nhập câu lạc bộ Football League Second Division Burnley vào tháng 6 năm 1931. Edwards có 18 lần ra sân ở giải vô địch cho Burnley và ghi 5 bàn trước khi chuyển đến Walsall vào tháng 9 năm 1933.